# Oude watertoren (Etten-Leur)
De oude watertoren van Etten-Leur is ontworpen door architect Hendrik Sangster en is gebouwd in 1924 in opdracht van Waterleiding Maatschappij Noord-West-Brabant (Oudenbosch). De watertoren heeft een art-decostijl. De toren heeft een hoogte van 48,7 meter en bevat twee waterreservoirs van 400m³ en 300m³.
De watertoren heeft de status rijksmonument.